# Montaña del Cuervo
Montaña del Cuervo o Caldera del Cuervo, es un volcán situado en la isla de Lanzarote, en las Islas Canarias. Se encuentra en el municipio de Tinajo y forma parte del Parque nacional de Timanfaya. Fue el primer volcán en surgir de la tierra en la que se llama La Caldera de los Cuervos.

## Geología
Montaña del Cuervo es un cono volcánico desperdigado, formado durante la erupción del 1 al 12 de septiembre de 1730. El cura de Yaiza, Andrés Lorenzo Curbelo, en su Diario habla de la emisión de lava de este volcán y los caseríos que destruyó:
«El 1.º de septiembre de 1730, entre las 9 y 10 de la noche, se abrió de pronto la tierra a dos leguas de Yaiza, cerca de Chimanfaya. Desde la primera noche se formó una montaña de considerable altura, de la que salieron llamas que estuvieron ardiendo durante diecinueve días seguidos. Pocos días después se abrió una nueva sima y una arrolladora corriente de lava se precipitó sobre Chimanfaya, sobre Rodeo y sobre una parte de Mancha Blanca».
La caldera se halla 15 m por debajo del terreno en el que se alza el volcán. El acceso al interior del cráter es muy fácil.